# Роджърс Арена
Роджърс Арена (на английски: Rogers Arena) е спортна арена във Ванкувър, Британска Колумбия, Канада. Арената отваря врати през 1995 г.
Роджърс Арена е построен на мястото на „Пасифик Колизеум“ като първичен закрит спортен комплекс във Ванкувър и отчасти това се дължи разширяването до 1995 г. на Националната баскетболна асоциация в Канада, в която са включени отборите на Ванкувър и Торонто. В периода 1995-2001 г. там се помещава отбора на „Ванкувър Гризлис“.
По време на Зимната олимпиадата през 2010 г. временно се преименува на „Канада Хокей Плейс“ и се реконструира за провеждането на първенството по хокей на лед. Сега в него се помещава отбора на „Ванкувър Канъкс“ на Националната хокейна лига.
|  | Тази страница частично или изцяло представлява превод на страницата Rogers Arena в Уикипедия на английски. Оригиналният текст, както и този превод, са защитени от Лиценза „Криейтив Комънс – Признание – Споделяне на споделеното“, а за съдържание, създадено преди юни 2009 година – от Лиценза за свободна документация на ГНУ. Прегледайте историята на редакциите на оригиналната страница, както и на преводната страница, за да видите списъка на съавторите. ВАЖНО: Този шаблон се отнася единствено до авторските права върху съдържанието на статията. Добавянето му не отменя изискването да се посочват конкретни източници на твърденията, които да бъдат благонадеждни. |